# Guidone (vescovo di Torino)
Guidone di Torino (... – Torino, 1046) è stato un vescovo italiano.

## Biografia
Guidone (o Widone, anche Vitone) fu vescovo di Torino dal 1038 al 1046, il quale venne eletto a questa sede vescovile nel mese di settembre.
Nel 1039 intraprese un viaggio verso Colonia di modo da recarsi alla corte dell'imperatore Corrado per trarne dei benefici per la Chiesa di Modena e successivamente fu anche a Magonza alla corte dell'imperatore Enrico, onde mediare a favore della Chiesa di Bergamo, godendo in entrambi i casi di grande reputazione e stima da parte di entrambi i sovrani.
Nel 1041 si prodigò per elargire grandi doni al monastero di Cavorre.
Morì a Torino nel 1046.